# Prva savezna liga
De Prva savezna liga (Прва савезна лига, om sponsorredenen ook Meridian SuperLiga genoemd) was de hoogste voetbalcompetitie in de Federale Republiek Joegoslavië (ook Klein-Joegoslavië genoemd) en de confederatie Servië en Montenegro (naam vanaf 2003) tussen het uiteenvallen van Joegoslavië in 1992 en de deling van Servië en Montenegro in 2006.
De competitie is de rechtsopvolger van de Joegoslavische Prva Liga en werd georganiseerd door de Fudbalski Savez Srbije i Crne Gore (FSSCG). De Servische Superliga werd in 2006 de rechtsopvolger terwijl in Montenegro toen de Prva Crnogorska Liga van start ging. Tot 1998 werd er in twee poules van 10 clubs gespeeld waarna, na een dubbele ronde, de bovenste clubs in één poule om het kampioenschap gingen spelen en de onderste teams in een andere poule tegen degradatie naar de Druga liga. Hierna werd er één poule met 16 clubs gevormd. Tot 2004 was er één tweede niveau, daarna was dat gescheiden voor clubs uit Servië en Montenegro. In het eerste seizoen nam ook het Bosnisch-Servische Borac Banja Luka deel. De titel ging enkel naar clubs uit Belgrado: FK Partizan werd acht keer kampioen, Rode Ster Belgrado vijf keer en FK Obilić eenmaal.

## Kampioenen

### Eeuwige ranglijst (1992-2006)
In de tabel wordt de huidige vlag van het land gebruikt om aan te geven uit welk land de club afkomstig is.
| Vlag                | Club                      | /14 |
| ------------------- | ------------------------- | --- |
| Vlag van Servië     | Partizan Belgrado         | 14  |
| Vlag van Servië     | Rode Ster Belgrado        | 14  |
| Vlag van Servië     | Vojvodina Novi Sad        | 14  |
| Vlag van Servië     | FK Zemun                  | 14  |
| Vlag van Servië     | Hajduk-Rodic M&B Kula     | 13  |
| Vlag van Servië     | OFK Belgrado              | 12  |
| Vlag van Servië     | Rad Beograd               | 12  |
| Vlag van Montenegro | Buducnost Podgorica       | 10  |
| Vlag van Servië     | FK Obilic                 | 9   |
| Vlag van Servië     | Zeleznik Belgrado         | 8   |
| Vlag van Servië     | Radnicki Nis              | 8   |
| Vlag van Servië     | Cukaricki Stankom Beograd | 8   |
| Vlag van Servië     | FK Smederevo              | 8   |
| Vlag van Montenegro | Sutjeska Niksic           | 7   |
| Vlag van Servië     | Proleter Zrenjanin        | 7   |
| Vlag van Montenegro | FK Zeta                   | 6   |
| Vlag van Servië     | Borac Čačak               | 6   |
| Vlag van Servië     | Napredak Krusevac         | 6   |
| Vlag van Servië     | FK Becej                  | 5   |

| Vlag                           | Club                    | /14 |
| ------------------------------ | ----------------------- | --- |
| Vlag van Servië                | Spartak Subotica        | 5   |
| Vlag van Servië                | Mladost Lučani          | 4   |
| Vlag van Servië                | Radnicki Kragujevac     | 4   |
| Vlag van Montenegro            | Mogren Budva            | 4   |
| Vlag van Servië                | FK Radnički Jugopetrol  | 4   |
| Vlag van Montenegro            | Rudar Plevlja           | 3   |
| Vlag van Servië                | Budućnost Banatski Dvor | 2   |
| Vlag van Servië                | Radnički Obrenovac      | 2   |
| Vlag van Servië                | Javor Ivanjica          | 2 * |
| Vlag van Servië                | Hajduk Beograd          | 2   |
| Vlag van Kosovo                | FK Pristina             | 2   |
| Vlag van Servië                | Vozdovac Belgrado       | 1   |
| Vlag van Servië                | OFK Kikinda             | 1   |
| Vlag van Bosnië en Herzegovina | Borac Banja Luka        | 1   |
| Vlag van Servië                | Mladost Apatin          | 1   |
| Vlag van Montenegro            | FK Kom Podgorica        | 1   |
| Vlag van Montenegro            | Jedinstvo Bijelo Polje  | 1   |
| Vlag van Servië                | Sloboda Užice           | 1   |
| Vlag van Servië                | Zvezdara Beograd        | 1   |

 Javor Ivanjica speelde één seizoen als Habitpharm Ivanjica